# Ice-T
Tracy Marrow, ismertebb nevén Ice-T (Newark, 1958. február 16. –) Grammy-díjas amerikai zenész és színész.
Newarkban született, azonban hetedik osztályos korában Los Angeles Crenshaw nevű kerületébe költözött. A középiskola elvégzése után a hadseregben szolgált négy évet. Zenészi pályájába az 1980-as években kezdett bele, 1987-ben leszerződött a Sire Recordsszal és megjelentette első lemezét, Rhyme Pays címmel. Ez volt az első hiphop album, amire felkerült a Szülői felügyelettel felirat. A következő évben megalapította saját kiadóját Rhyme Syndicate Records néven, majd kiadta Power című albumát.
A Body Count nevű heavy metal zenekarát az O.G. Original Gangster című albumában mutatta be a közönségnek. Az együttes debütáló albuma 1992-ben jelent meg. Cop Killer című számuk nagy vitákat váltott ki. 2000 óta az Esküdt ellenségek: Különleges ügyosztály című sorozatban játszik, Odafin Tutuola rendőrnyomozót alakítva.

## Fiatalkora
Tracy Marrow Solomon és Alice Marrow fiaként született Newarkban. Gyermekként a családjával Summitba költözött. Solomon afroamerikai, Alice pedig kreol származású volt. Solomon évtizedekig futószalag-szerelőként dolgozott egy cégnél.
Édesanyja szívrohamban halt meg, amikor Marrow harmadik osztályos volt. Édesapja négy évig egyedülállóként tartotta el magát és fiát, a házmester segítségével. Gyerekként először akkor találkozott a bűnözéssel, amikor apja egy kerékpárt ajándékozott neki, de kiderült róla, hogy lopott. Marrow 12 éves volt, amikor édesapja meghalt szívrohamban.
Édesapja halála után rövid ideig a közelben élő nagynénje fogadta be a fiút, de később elküldték egy másik nagynénjéhez Dél-Los Angelesbe. Amíg unokatestvére, Earl a főiskolára készült, Marrownak osztoznia kellett vele egy szobán. Earl a rockért rajongott és a rockzenét játszó csatornákat hallgatta, ezért Marrow is érdeklődni kezdett a stílus iránt.

## Válogatott filmográfia

### Film
| Év   | Magyar cím                          | Eredeti cím                         | Szerep                | Magyar hang          |
| ---- | ----------------------------------- | ----------------------------------- | --------------------- | -------------------- |
| 1984 | Breakdance                          | Breakin’                            | rapper                |                      |
| 1984 | Breakin’ 2: Electric Boogaloo       |                                     | rapper                |                      |
| 1991 | New Jack City                       | New Jack City                       | Scotty Appleton       | Forgács Péter        |
| 1991 | Visszakézből                        | Ricochet                            | Odessa                | Szabó Sipos Barnabás |
| 1991 | Visszakézből                        | Ricochet                            | Odessa                | Bognár Tamás         |
| 1992 | Trespass                            | Trespass                            | King James            | Szirtes Gábor        |
| 1994 | Játssz a túlélésért                 | Surviving the Game                  | Jack Mason            | Dörner György        |
| 1995 | Tank Girl                           | Tank Girl                           | T-Saint               | Széles László        |
| 1995 | Johnny Mnemonic – A jövő szökevénye | Johnny Mnemonic                     | J-Bone                | Hankó Attila         |
| 1997 | Megfestett rémálom                  | Below Utopia                        | Jim                   |                      |
| 1997 | Öld, ahogy éred!                    | Mean Guns                           | Vincent Moon          | Varga Tamás          |
| 1997 | Öld, ahogy éred!                    | Mean Guns                           | Vincent Moon          | Dózsa Zoltán         |
| 1998 | Crazy Six – Gengszterek háborúja    | Crazy Six                           | Raul                  | Szabó Győző          |
| 1998 | Az ítélet napja                     | Judgment Day                        | Matthew Reese         | Csuja Imre           |
| 1998 | Az ítélet napja                     | Judgment Day                        | Matthew Reese         | Bolla Róbert         |
| 1999 | Jacob kettő és a Maszkos Karom      | Jacob Two Two Meets the Hooded Fang | a bíró                |                      |
| 1999 | Harc a lopakodóért                  | Stealth Fighter                     | Owen Turner           | Galambos Péter       |
| 1999 | Harc a lopakodóért                  | Stealth Fighter                     | Owen Turner           | Gesztesi Károly      |
| 1999 | Utolsó utazás                       | Final Voyage                        | Josef                 | Háda János           |
| 1999 | Hangrobbanás                        | Sonic Impact                        | Taja ügynök           | Gesztesi Károly      |
| 2000 | Gyilkos kobold 5.                   | Leprechaun in the Hood              | Mack Daddy            | Juhász György        |
| 2000 | Nyomd a lóvét!                      | Luck of the Draw                    | Macneilly             | Kálid Artúr          |
| 2000 | Nyomd a lóvét!                      | Luck of the Draw                    | Macneilly             | Kiss Csaba           |
| 2000 | Tökéletes gépezet                   | The Alternate                       | Williams ügynök       |                      |
| 2000 | Végzetes pont                       | Point Doom                          | bukméker              | Orosz István         |
| 2001 | Milliókért a pokolba                | 3000 Miles to Graceland             | Hamilton              | Ganxsta Zolee        |
| 2001 | Milliókért a pokolba                | 3000 Miles to Graceland             | Hamilton              | Sarádi Zsolt         |
| 2001 | Gyilkos patkányok                   | Tara                                | Grady                 |                      |
| 2001 | Túlfűtöttség                        | Kept                                | Jack Mosler           | Gesztesi Károly      |
| 2001 | Légi kommandó                       | Air Rage                            | Matt Marshall         |                      |
| 2001 | Testőrzsaru                         | Guardian                            | Max                   | Csuja Imre           |
| 2001 | A tűz markában                      | Ablaze                              | Albert Denning        |                      |
| 2001 | Másodpercekre a haláltól            | Ticker                              | terrorista parancsnok |                      |
| 2001 | A balhé                             | The Heist                           | C-Note                |                      |
| 2002 | Űrbázis végveszélyben               | Stranded                            | Jeffries              | Jakab Csaba          |
| 2009 | A rodeó bajnokai                    | Tommy and the Cool Mule             | Jackie A (hangja)     | Szkárosi Márk        |
| 2010 | Pancser Police                      | The Other Guys                      | narrátor (hangja)     | Ganxsta Zolee        |
| 2019 | Undipofik                           | UglyDolls                           | Peggy (hangja)        | Szalay Csongor       |
| 2020 |                                     | Equal Standard                      | Croft                 |                      |

## Fordítás
- Ez a szócikk részben vagy egészben  az   Ice-T című angol Wikipédia-szócikk ezen változatának fordításán alapul.  Az eredeti cikk szerkesztőit annak laptörténete sorolja fel. Ez a jelzés csupán a megfogalmazás eredetét és a szerzői jogokat jelzi, nem szolgál a cikkben szereplő információk forrásmegjelöléseként.